# Steve Keirn
Stephen "Steve" Paul Keirn (10 de setembro de 1951) é um lutador estadunidense de wrestling profissional aposentado. Ele é mais conhecido por fazer parte do time The Fabulous Ones, com Stan Lane, e mais tarde por lutar na World Wrestling Federation (WWF) como Skinner, um personagem caçador de crocodilos dos Everglades que mascava tabaco. Durante seu tempo na WWF, Steve foi um dos lutadores a interpretar Doink The Clown. Ele é atualmente contratado pela WWE, sendo o presidente do NXT Wrestling, território de desenvolvimento da WWE.

## No wrestling
- Movimentos de finalização
  - Gatorbreaker[1][4](Inverted DDT)

- Movimentos secundários
  - Forearm smash[4]

## Títulos e prêmios
- Century Wrestling Alliance
  - CWA Television Championship (1 vez)[5]

- Championship Wrestling from Florida
  - NWA Brass Knuckles Championship (versão da Flórida) (1 vez)[6]
  - NWA Florida Heavyweight Championship (5 vezes)[7]
  - NWA Florida Tag Team Championship (12 vezes) - com Mike Graham (9),[8] Jimmy Garvin (1),[8] Bob Backlund (1),[8] e Brian Blair (1)[8]
  - NWA Florida Television Championship (1 vez)[9]
  - NWA North America Tag Team Championship (versão da Flórida) (1 vez) - com Mike Graham[10]
  - NWA Southern Heavyweight Championship (versão da Flórida) (2 vezes)[11]
  - NWA United States Tag Team Championship (versão da Flórida) (5 vezes) - com Mike Graham (3)[12] and Stan Lane (2)[12]

- Georgia Championship Wrestling
  - NWA Georgia Heavyweight Championship (1 vez)[13]
  - NWA Georgia Tag Team Championship (1 vez) - com Mr. Wrestling[14]
  - NWA National Television Championship (2 vezes)[15]

- NWA Hollywood Wrestling
  - NWA International Junior Heavyweight Championship (1 vez)[16]

- NWA Mid-America / Continental Wrestling Association
  - AWA Southern Heavyweight Championship (1 vez)[17]
  - AWA Southern Tag Team Championship (17 vezes) - com Stan Lane (14),[18] Bill Dundee (2),[18] e Terry Taylor (1)[18]
  - CWA International Tag Team Championship (1 vez) - com Mark Starr[19]
  - CWA World Tag Team Championship (2 vezes) - com Stan Lane[20]
  - NWA Mid-America Heavyweight Championship (2 vezes)[21]

- Southwest Championship Wrestling
  - SCW World Tag Team Championship (1 vez) - com Stan Lane[22]

- United States Wrestling Association
  - USWA World Tag Team Championship (1 vez) - com Stan Lane[23]